# Jan Borkus
Marie Johannes Aloysius Borkus (Den Haag, 19 september 1920 - aldaar, 29 oktober 2007) was een Nederlands hoorspelacteur. Hij is bij liefhebbers van het hoorspel vooral bekend als Jimmy Barnet uit Sprong in het heelal (naar boeken van Charles Chilton) en Von Sommeren uit De blauwe zaden (van Paul van Herck).
Borkus verzorgde ook stemmen in de televisieserie De Bereboot van tekstschrijver Lo Hartog van Banda. Hij vertolkte hier onder andere de personages van Fred de Kei en Kokki, de kok van Tante Neel. 
In de televisieserie Gompie en zijn vriendjes was hij de stem van Walrus Gompie en Ritsaard de Vos.

## Filmografie
- 1966 - De Kijkkast - Gompie en Ritsaart (1966-1972)
- 1976 - De Bereboot - Stem van Fred de Kei en Kokki
- 1978 - De Astronautjes - Robo

Voor de VARA-radio presenteerde hij in de jaren ´70 het verzoekplatenprogramma "Met Vriendelijke Groeten" op de zondagmorgen.

### Hoorspelen
- 1953 - Sprong in het heelal – Jimmy Barnet (Serie 1, 2 en 3)
- 1959 - Paul Vlaanderen en het Conrad-mysterie – Fritz Gunther
- 1961 - Testbemanning - Jaap
- 1962 - Paul Vlaanderen en het Margo-mysterie – Larry Cross
- 1964 - Vliegtuig op hol - Dick Garnett
- 1962 - Paul Vlaanderen en het Milbourne-mysterie – Danny Clayton
- 1962 - Paul Vlaanderen en het Alex-mysterie – Inspecteur Crane
- 1966 - Thunderbirds – Brains (Nederlandse serie)
- 1968 - Miserere - Edmond
- 1969 - De verdwijning van Roger Starr - Sewell Starr
- 1973 - Prometheus XIII - Professor Curtis
- 1975 - Moordbrigade Stockholm - Martin Beck
- 1976 - De blauwe zaden - Von Sommeren
- 1977 - De passagier - Chef van de hoofdpersoon Willemsen
- 1978 - De Eerste Klant - de heer
- 1979 - De overwintering op Nova Zembla - Jacob van Heemskerk
- 1985 - Dood van een vrijgezel - Zakenman